# Herb obwodu tarnopolskiego

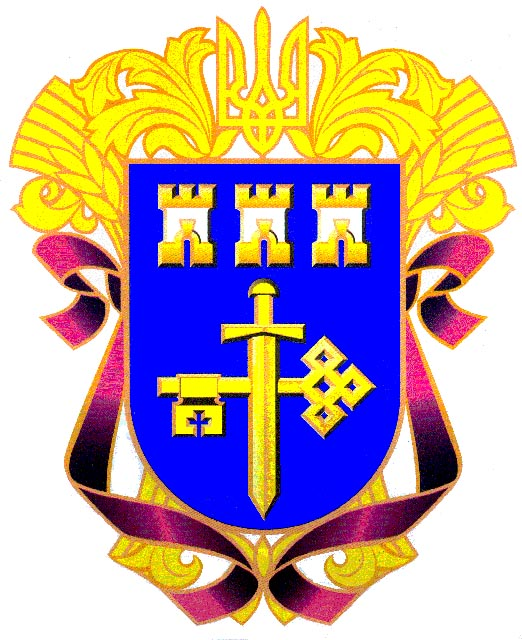
Herb obwodu tarnopolskiego

Herb obwodu tarnopolskiego przedstawia na tarczy w polu błękitnym trzy złote zamki, a pod nimi skrzyżowane złote miecz i klucz.
Herb w obecnej wersji przyjęty został 18 lipca 2003 roku.
Poprzedni herb obwodu, przyjęty 21 grudnia 2001 roku, przedstawiał na tarczy dwudzielnej w pas w polu górnym złotym trzy srebrne zamki a w polu dolnym błękitnym skrzyżowane złote miecz i klucz.